# Hugo von Chalon
Hugo von Chalon, oder auch Hugo von Salins genannt (* um 1220 in Salins; † November 1266), war im Namen seiner Frau (de iure uxoris) ein Pfalzgraf von Burgund (Franche-Comté) aus dem Haus Chalon, einem Nebenzweig des Hauses Burgund-Ivrea. Er war der älteste Sohn des Grafen Johann „dem Weisen“ von Chalon und dessen erster Ehefrau, Mathilde von Burgund.
Hugo wurde von seinem Vater 1236 mit Adelheid von Meranien († 1279) verheiratet, einer Schwester des Herzogs Otto II. von Meranien, welcher zugleich auch der Pfalzgraf von Burgund (Otto III.) war. Die Ehe sollte einen generationenlangen Konflikt des Hauses Chalon (Burgund-Ivrea) beenden, der nach dem Verlust der Pfalzgrafschaft an die Staufer im 12. Jahrhundert ausgebrochen war. Als im Jahr 1248 Otto II. kinderlos starb, konnten Hugo und seine Frau die Nachfolge in der Pfalzgrafschaft antreten. Allerdings geriet Hugo darauf in einen Konflikt mit seinem Vater, welcher sich in die Herrschaft über die Pfalzgrafschaft einzuschalten beabsichtigte. Dies führte so weit, dass Hugo von seinem Vater zugunsten seines jüngeren Halbbruders, Johann von Chalon-Arlay, verdrängt werden sollte. Dagegen wehrte sich Hugo auch mit militärischen Mitteln. 1256 schaltete sich König Ludwig IX. von Frankreich in diesen Familienkonflikt ein und erzwang einen Frieden, in dem sich Hugo als rechtmäßiger Pfalzgraf behaupten konnte.
Hugo starb 1266, seine Witwe heiratete im Jahr darauf den zukünftigen Grafen Philipp I. von Savoyen, welcher die Regentschaft in der Franche-Comté für Hugos Sohn übernahm. Aus seiner Ehe mit Adelheid gingen mehrere Kinder hervor, darunter:
- Otto IV. († 1303), Pfalzgraf von Burgund
- Hugo († 1312), Herr von Maubusson
- Rainald († 1322), 1282 Graf von Montbéliard
- Johann († ?), Herr von Montaigu
- Elisabeth († 1275), ⚭ 1254 mit Graf Hartman V. von Kyrburg
- Hippolyte († ?), 1. ⚭ 1270 mit Graf Aymar IV. von Valentinois; 2. ⚭ 1274 mit Thomas III. von Piemont